# Hans Lars Helgesen
Pour les articles homonymes, voir Helgesen.
Hans Lars Helgesen (21 août 1831-1er septembre 1918) est un homme politique canadien de la Colombie-Britannique. Il est député provincial indépendant de la circonscription britanno-colombienne de Esquimalt de 1878 à 1886.

## Biographie
Né à Asker en Norvège, Helgesen est reconnu comme étant le premier immigrant norvégien à s'étavblir de façon permanente en Colombie-Britannique en passant par la Californie et afin de prendre par à la ruée vers l'or.
Durant les années 1860, il siège à l'Assemblée coloniale. À la suite de la Confédération et de l'entrée de la Colombien-Britannique dans celle-ci, il est élu député d'Esquimalt en 1878 et réélu en 1882. Il est cependant défait en 1886 et à nouveau en 1890.
Avec son compatriote norvégien, Alfred Magnusson, il acquiert une notoriété en développant le commerce de la pêche à Haïda Gwaïi. Au début des années 1990, Helgensen est employé comme gardien des pêches pour le haut Skeena et est un acteur des négociations concernant le Babine barricade agreement de 1906. Il est promu Superviseur des pêches pour le bas du fleuve Skeena en 1908.
Ayant pris sa retraite en décembre 1910, il meurt à Metchosin en 1918 à l'âge de 87 ans.

## Hommages
- Helgesen Point sur la baie Pedde, ainsi que la Hans Helgesen Elementary School de Metchosin sont nommées en son honneur

## Autres sources
- (en) Datum: A Newsletter of the Heritage Conservation Branch"(Ministry of Recreation and Conservation vol.3 no.2 spring 1978) Published in Victoria, British Columbia.
- (en)Strangers Entertained: A History of the Ethnic Groups of British Columbia  (John Norris, Evergreen Press, Vancouver. 1971)
- (en) The First Hundred Years Metchosin Elementary School 1872-1972  (Marion I. Helegesen)